# Джеферсън Дейвис (окръг, Мисисипи)
Вижте пояснителната страница за други значения на Джеферсън Дейвис.
Окръг Джеферсън Дейвис (на английски: Jefferson Davis County) е окръг в щата Мисисипи, Съединени американски щати. Площта му е 1059 km², а населението - 13 962 души (2000). Административен център е град Прентис.